# Gene Clapp
Gene Clapp, född 19 november 1949 i Brookline, Massachusetts, är en amerikansk roddare.
Han tog OS-silver i åtta med styrman i samband med de olympiska roddtävlingarna 1972 i München.